# Jim Doehring
Jim Doehring (eigentlich: James F. Doehring; * 27. Juni 1962 in Santa Barbara, Kalifornien) ist ein ehemaliger US-amerikanischer Kugelstoßer.
Bei den Olympischen Spielen 1988 in Seoul wurde er Elfter.
Im Dezember 1990 wurde er bei einer Dopingkontrolle positiv auf Testosteron getestet. Die daraufhin gegen ihn verhängte zweijährige Sperre wurde im März 1992 wegen eines Verfahrensfehlers aufgehoben. Drei Monate später qualifizierte er sich als Zweiter bei den US-Ausscheidungskämpfen für die Olympischen Spiele 1992 in Barcelona.
In Barcelona gewann er die Silbermedaille hinter seinem Landsmann Mike Stulce und vor dem für das Vereinte Team startenden Russen Wjatscheslaw Lycho. Erstmals gingen in einem olympischen Bewerb alle drei Medaillen an zuvor des Dopings überführte Sportler: Stulce war von 1990 bis 1992 gesperrt, nachdem man bei ihm synthetisches Testosteron nachgewiesen hatte, Lycho wurde bei der Europameisterschaft 1990 wegen der Verwendung der Substanz Methamphetamin (Crystal Meth) disqualifiziert und für drei Monate gesperrt.
1993 gewann Doehring bei den Leichtathletik-Hallenweltmeisterschaften in Toronto Silber. 1990 wurde er im Freien, 1993 in der Halle nationaler Meister.
Jim Doehring ist 1,83 m groß und wog zu Wettkampfzeiten 120 kg. Mit 18 Jahren erlitt er einen schweren Motorradunfall, konnte aber nach einem Jahr seine sportliche Karriere fortsetzen und als Stipendiat an der San José State University studieren. Bereits 1989 räumte er gegenüber Journalisten die Einnahme von anabolen Steroiden ein. Anfang 1992 wurde er wegen illegalen Handels mit Amphetaminen zu 125 Stunden Sozialarbeit und zur Teilnahme an einem Drogen-Entzugsprogramm im offenen Strafvollzug verurteilt.

## Persönliche Bestleistungen
- Kugelstoßen: 21,60 m, 13. Juni 1992, Los Gatos
  - Halle: 26. Februar 1993, Princeton